# 東亜讃英会
東亜讃英会は、伊藤博文が安重根に殺害された後、伊藤の功徳を称えるために銅像を立てて表彰する目的で組職された団体である。
1909年11月に閔永雨（민영우）と李敏英（이민영）の主導で趣旨書を頒布して発足した。張錫周（장석주）の主導で、何日か前に出帆した李学宰（이학재）の伊藤公頌徳碑建議所と連合を推進して、一緒に10ヶ月間に14万圜を募金する事にした。具体的な事業計画も立てられたが、李学宰との争いのため伊藤公頌徳碑建議所を脱退した尹進学（윤진학）が東亜讃英会に入って来た後、既存勢力と葛藤を起こして事業は施行できなかった。
初期に東亜讃英会を主導した発起人は閔永雨と李敏英であり、総裁は張錫周、賛成長は李完用が引き受けた。閔泳徽と李載崑（이재곤）はそれぞれ副総裁と会長に推薦されたが断った。
1910年初には閔永雨を追い払って会長を引き受けた尹進学が一名当り10銭ずつの募金を受けて関羽の南関王廟のような伊藤の祠堂を建てて春秋に祭祀を執り行なうという内容の予算表を作って多くの所に請願したが、挟雑で疑心を受けて許可を受けられなかった。同年3月、日本に立てられる伊藤の銅像を探問して銅像建立事業に参考にするために役員3名を派遣する計画を立てたりした。

## 参考資料
- 친일인명사전편찬위원회 （2004年12月27日）. 《일제협력단체사전 - 국내 중앙편》. 서울: 민족문제연구소. ISBN 8995330724
- 임종국 （1991年2月1日）. 〈이또 죽음에 ‘사죄단’ 꾸미며 법석 떨어〉, 《실록 친일파》, 반민족문제연구소 엮음, 서울: 돌베개, 80～88쪽쪽. ISBN 8971990368